# 隈部崇之
隈部 崇之（くまべ たかゆき、1945年2月13日 - ）は、元RKB毎日放送アナウンサーで、現在も福岡県を拠点に活動するフリーのスポーツアナウンサーである。

## 人物・経歴
福岡県北九州市出身。中央大学卒業後1967年、RKBに入り、プロ野球やマラソンなど、数多くのスポーツ中継にかかわった。2001年頃に早期退職してフリーとなってからも、引き続き地元に拠点を置いて野球中継などに携わる。
息子が2人いるが、ともにラグビーをやっており、全国高校ラグビーの福岡県大会において2人が出た試合の実況を行ったという。そのことで隈部は当時スポーツニッポン西部版の取材を受けた。
また隈部本人も、ラグビー経験があった。花園ラグビー場からの中継では、メイン制作局のMBSやTBSのアナウンサーとともに実況していた。
RKBラジオのナイター中継では、「福岡の攻撃！」と実況し、当時の親会社である「ダイエー」の呼び方を避けていた。
東京MXテレビで放送されている、福岡ソフトバンクホークス戦の実況を2009年まで担当していた。

## 担当した番組
- おはようサタデー[1]
- 『RKBエキサイトナイター』などRKBのプロ野球中継
- 別府大分毎日マラソン
- 全国高校ラグビーフットボール大会
- 福岡国際女子柔道選手権大会
- ユニバーシアード福岡大会

当初実況を担当する予定だった石井智（TBSを退職直後）の病気療養により急遽マラソンの実況担当となった（石井はスタート約6時間前に逝去）。
- ドラマティック プロ野球・パ!（旧スポーツ・アイ ESPN）
- STRONG!ホークス野球中継（東京MXテレビ）

## 後継者とされるアナウンサー
いずれも隈部が担当していた主なポジションを引き継いだ。
- 植草朋樹（現在はテレビ東京に移籍）
- 四家秀治（RKB退社後、フリーアナを経てテレビ東京に移籍。テレビ東京ではラグビー中継を担当したが、隈部より中継のノウハウを指導された。その後アナウンス職を離れて報道局に所属していたが、2011年に退社。再びフリーアナとなる）
- 茅野正昌（同じ地元出身。現在は『別大マラソン』全体進行担当）